# Guillermo Muñoz Medina
Guillermo Muñoz Medina (1887-1934) fue un crítico, escritor y profesor chileno.

## Biografía
Nació en 1887. Profesor de castellano en Santiago de Chile, fue redactor corresponsal de La España Nueva de Madrid, además de fundador con otro de la revista Andina (1909-1910). Publicó desde 1909 muchas poesías en revistas; sus artículos críticos puede verse en Revista de Bibliografía Chilena (mayo, 1914, pág. 232). Falleció en 1934.